# Municipio de Rolling Forks
El municipio de Rolling Forks (en inglés: Rolling Forks Township) es un municipio ubicado en el condado de Pope en el estado estadounidense de Minnesota. En el año 2010 tenía una población de 151 habitantes y una densidad poblacional de 1,63 personas por km².

## Geografía
El municipio de Rolling Forks se encuentra ubicado en las coordenadas 45°27′44″N 95°26′2″O / 45.46222, -95.43389. Según la Oficina del Censo de los Estados Unidos, el municipio tiene una superficie total de 92.59 km², de la cual 89,78 km² corresponden a tierra firme y (3,04 %) 2,81 km² es agua.

## Demografía
Según el censo de 2010, había 151 personas residiendo en el municipio de Rolling Forks. La densidad de población era de 1,63 hab./km². De los 151 habitantes, el municipio de Rolling Forks estaba compuesto por el 100 % blancos. Del total de la población el 0 % eran hispanos o latinos de cualquier raza.